# Nanoformulação
Nanoformulações referem-se ao uso de nanotecnologia na engenharia de sistemas de entrega de fármacos e materiais, melhorando propriedades como solubilidade, biodisponibilidade e seletividade. Essas formulações têm se destacado como uma estratégia inovadora para superar barreiras biológicas e otimizar a administração de substâncias terapêuticas;

## Tipos de Nanoformulações
As nanoformulações podem ser classificadas em diferentes tipos de nanossistemas, incluindo:
- Nanopartículas poliméricas: utilizam polímeros biocompatíveis para encapsular fármacos;[2]
- Nanolipossomas: composições lipídicas que melhoram a estabilidade e a entrega de medicamentos;[3]
- Nanoemulsões: dispersões coloidais que aumentam a solubilidade de fármacos hidrofóbicos;[4]
- Dendrímeros: estruturas altamente ramificadas que permitem entrega controlada de fármacos.[5]

## Aplicações na Saúde
As nanoformulações são amplamente aplicadas na medicina, incluindo:
- Terapias contra o câncer: permitem a entrega de quimioterápicos diretamente às células tumorais, minimizando efeitos colaterais;[6]
- Tratamento de doenças neurológicas: ultrapassam a barreira hematoencefálica para aumentar a biodisponibilidade de fármacos;[7]
- Sistema imunoterapêutico: nanoformulações melhoram a resposta imunológica em tratamentos contra infecções e doenças autoimunes.[8]

## Segurança e Desafios
A segurança dos produtos com nanoformulação ainda está sendo estudada, especialmente no que diz respeito à toxicidade das partículas a longo prazo.
Apesar de suas vantagens, as nanoformulações apresentam desafios, como:
- Toxicidade: interações não desejadas com sistemas biológicos podem causar efeitos adversos;[10]
- Regulação: padrões rigorosos são necessários para garantir a segurança e eficácia desses produtos;[11]
- Estabilidade: manter a integridade dos nanomateriais durante o armazenamento e administração é um desafio crítico.